# Spoorlijn Aalsmeer - Amsterdam Willemspark
Spoorlijn Aalsmeer – Amsterdam Willemspark was een spoorlijn van de Haarlemmermeerspoorlijnen en werd aangelegd door de Hollandsche Electrische-Spoorweg-Maatschappij (HESM).

## Geschiedenis
De spoorlijn werd geopend op 1 mei 1915. Door onder andere de toenemende concurrentie van de autobus werd het reizigersvervoer op 3 september 1950 gestaakt. In 1953 werd het traject Aalsmeer-Oost – Bovenkerk opgebroken. Op het resterende traject was er tot en met 28 mei 1972 goederenvervoer met diesellocomotieven. Aalsmeer – Aalsmeer Oost (Oosteinde) werd vervolgens opgebroken in 1975. Bovenkerk – Amsterdam Jollenpad bleef tot 1978 gehandhaafd als verbinding voor de in aanleg zijnde Schiphollijn (via Uithoorn was er een verbinding met de spoorlijn Amsterdam - Utrecht) en daarna tot 1981 als aanvoerlijn voor materieel (Plan V) op de nog geïsoleerd liggende Schiphollijn. Hiertoe was een verbindingsboog van het Jollenpad naar de nieuwe spoorlijn bij de brug over de Schinkel aangelegd.

### Museumtramlijn
Het gedeelte tussen Amsterdam Haarlemmermeer en de Ringweg Zuid werd op 20 september 1975 in gebruik genomen door de Electrische Museumtramlijn Amsterdam. Op 24 mei 1979 kwam het deel naar het Jollenpad daarbij. Vanaf 28 mei 1981 kwam het deel tot aan de Kalfjeslaan in gebruik, op 3 april 1983 werd de museumtramlijn verlengd tot station Amstelveen. Op 25 april 1997 werd het resterende deel tot Bovenkerk in gebruik genomen. Het baanvak Haarlemmermeerstation – Bovenkerk is van bovenleiding voorzien ten behoeve van de elektrische trams. Het is het enige baangedeelte van de vroegere Haarlemmermeerspoorlijnen dat niet is opgebroken, en tevens het enige baangedeelte dat ooit is geëlektrificeerd.

### Afbeeldingen

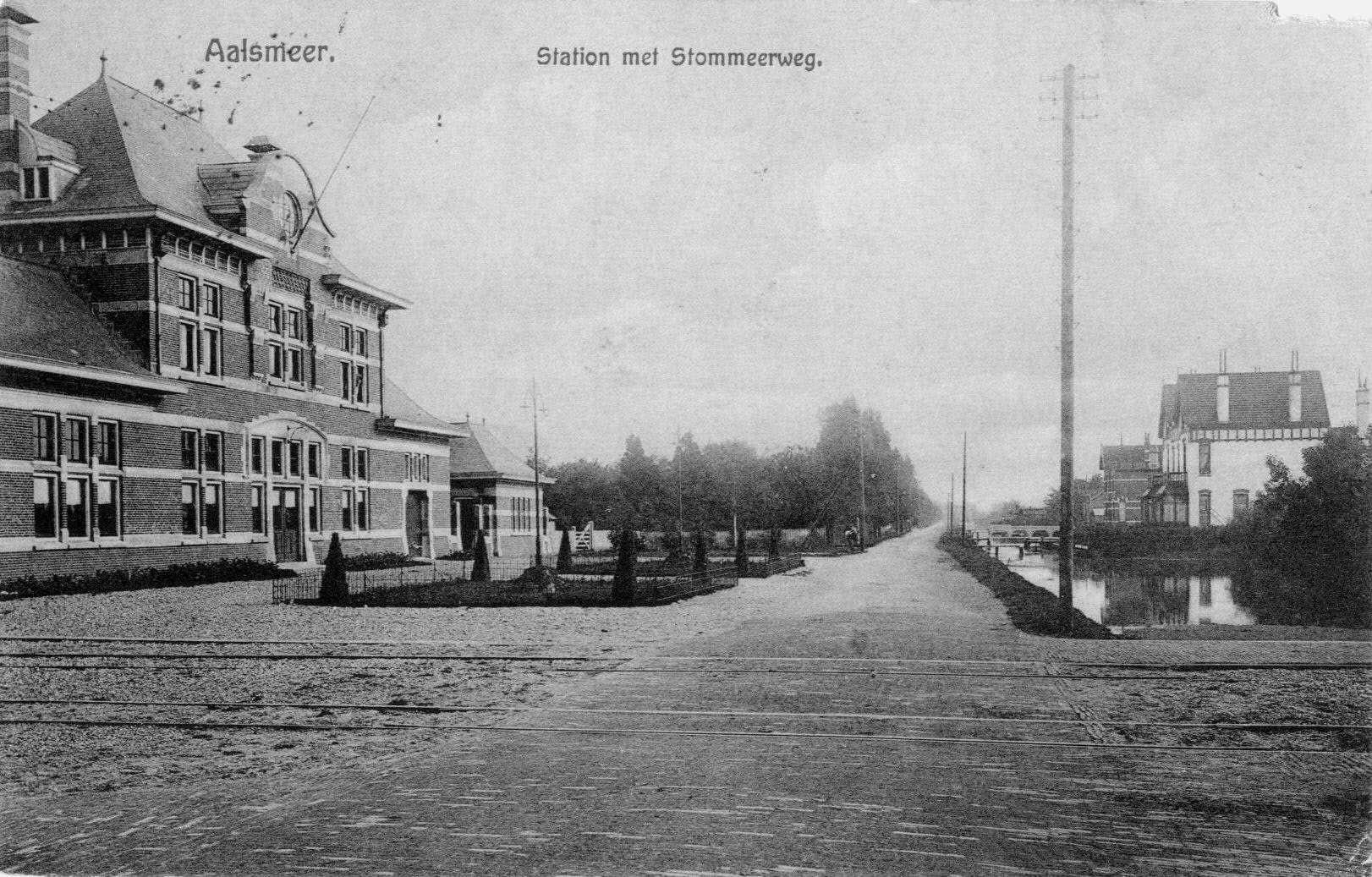
Station Aalsmeer; 1912.
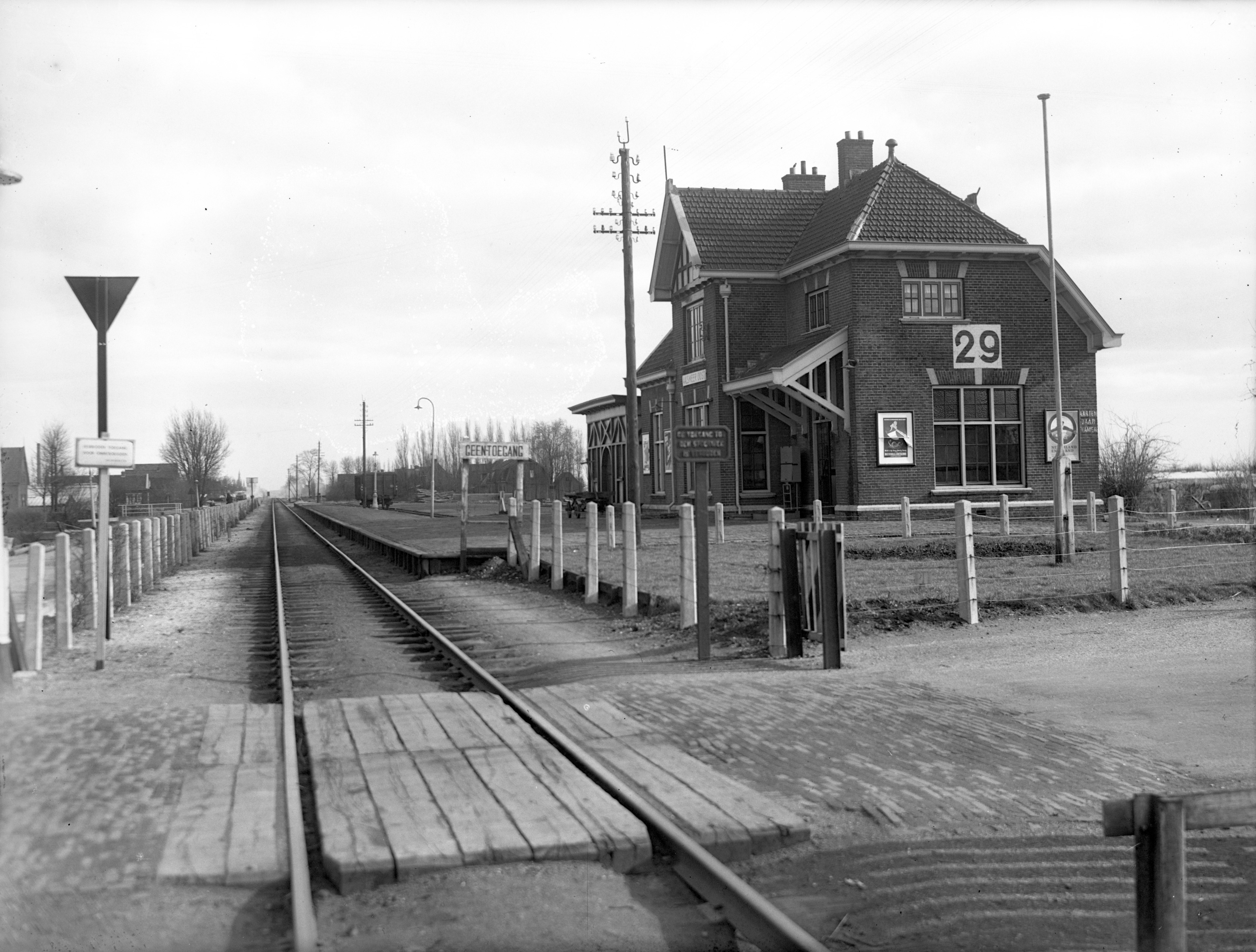
Halte Aalsmeer Oost, 1950
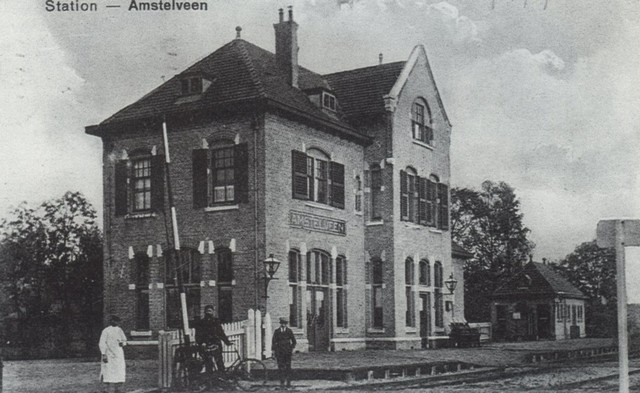
Station Amstelveen; 1920.
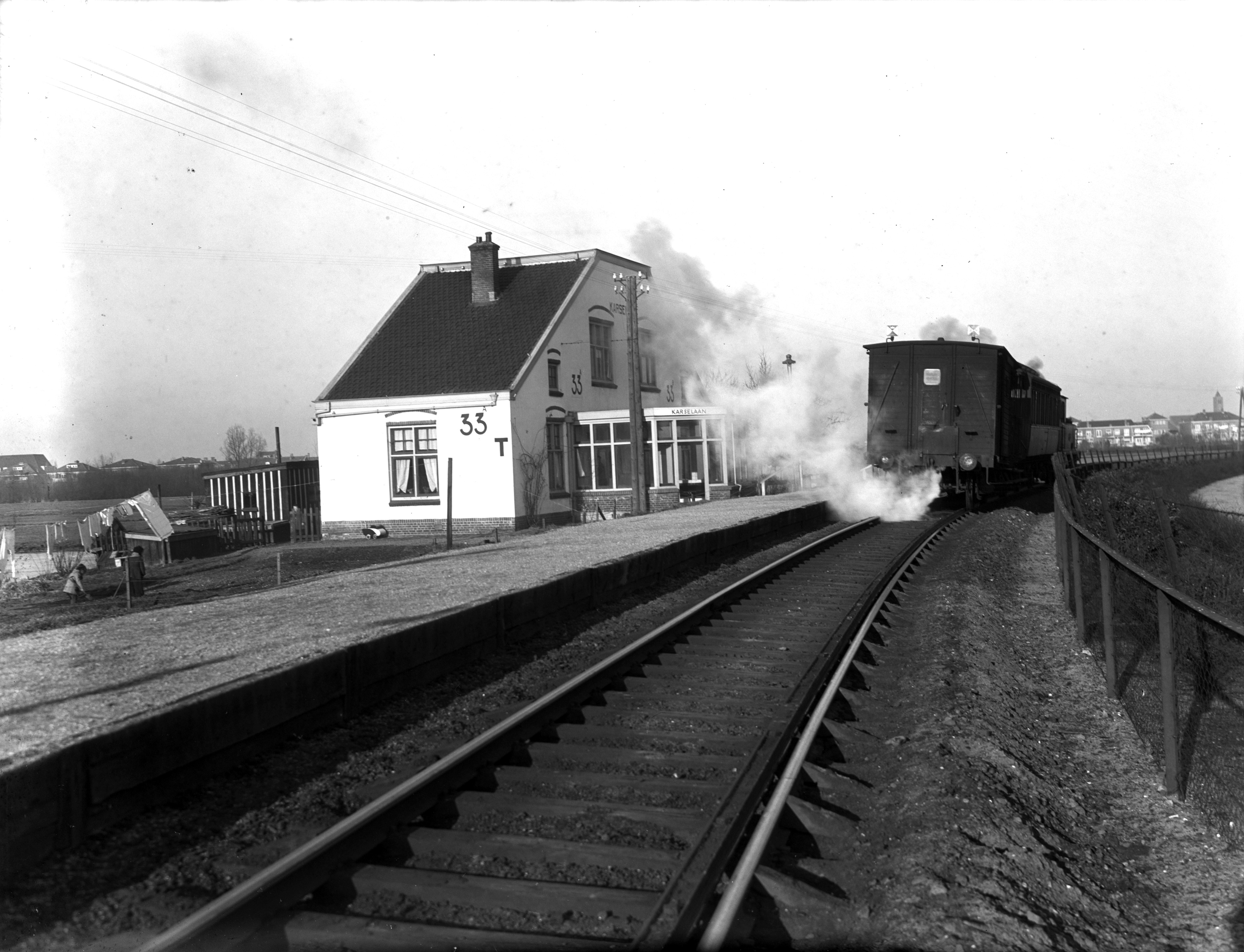
Halte Karselaan; 1950
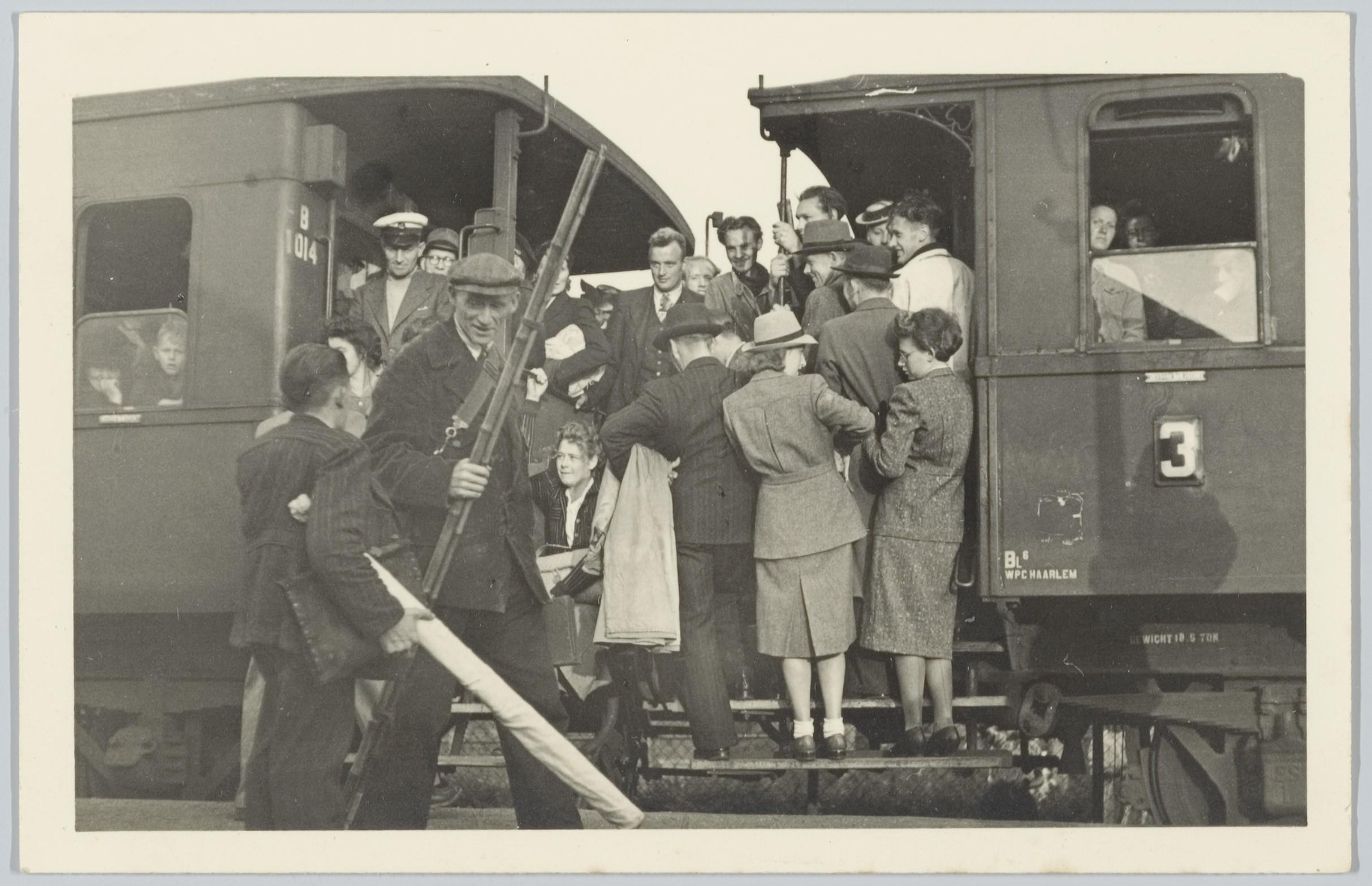
Reizigers op Station Amsterdam Haarlemmermeer.
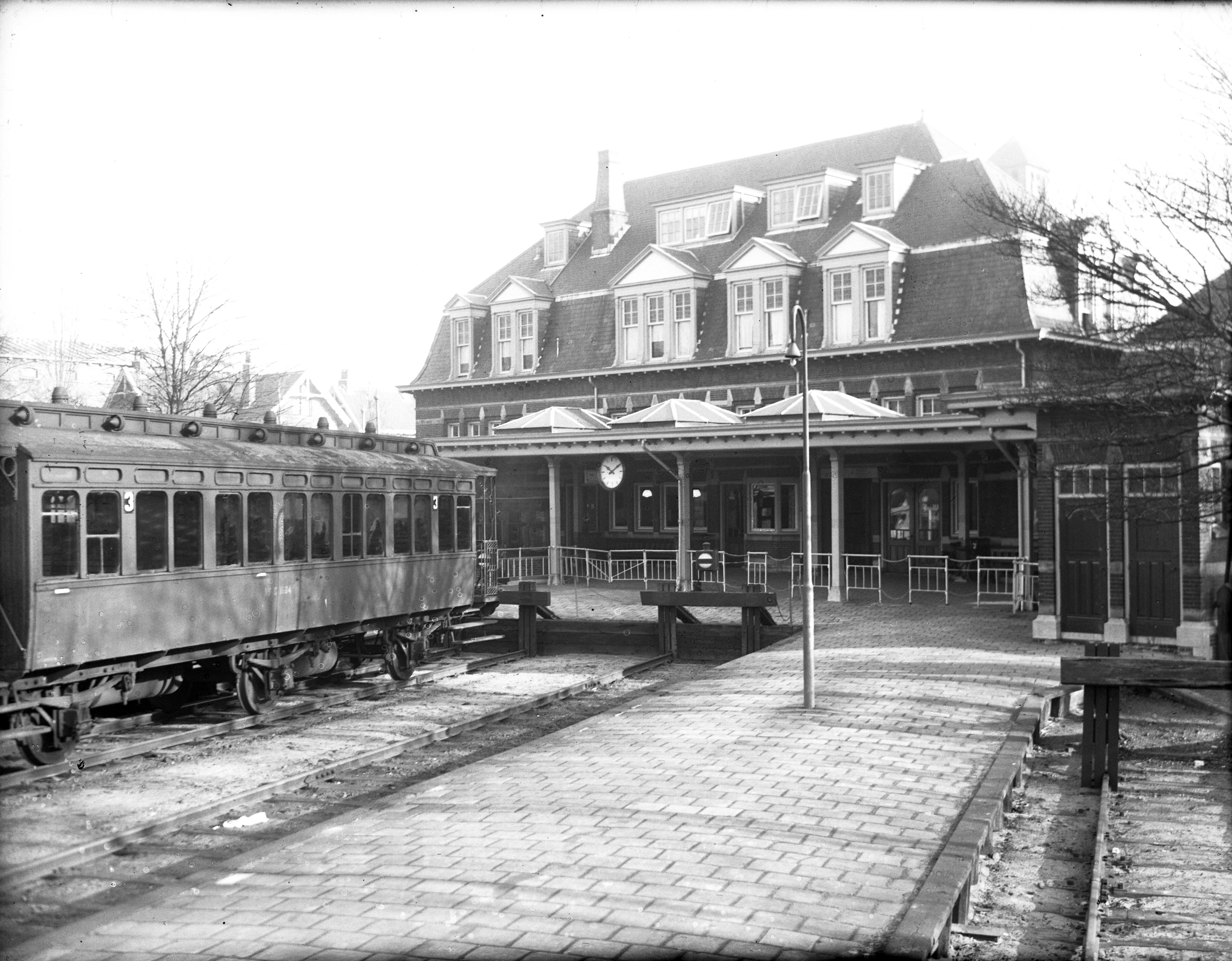
Station Amsterdam Haarlemmermeer met kopsporen en een gedeelte van een NS rijtuig 3de klasse.
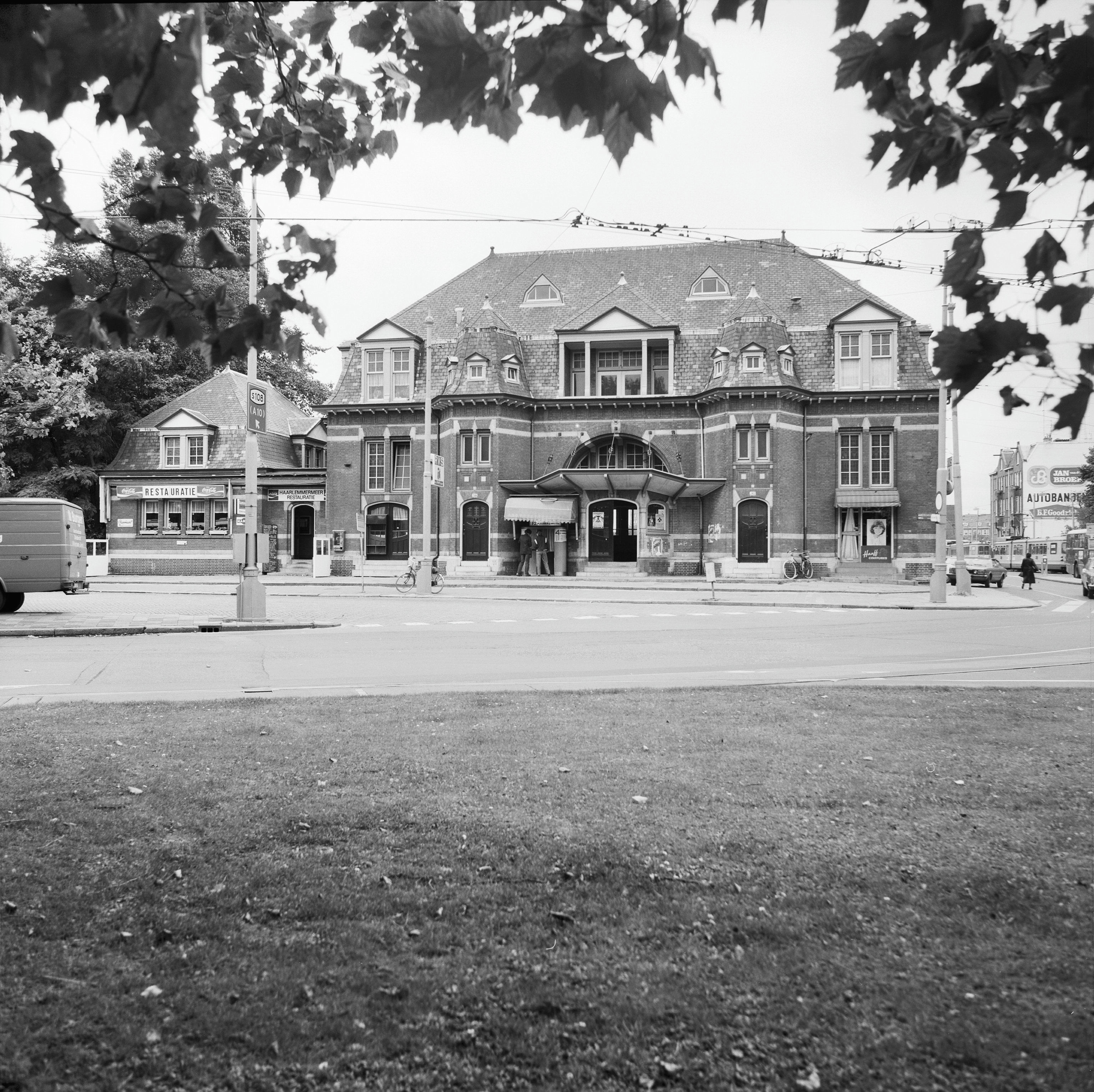
Station Amsterdam Haarlemmermeer.

## Nog overgebleven
Het traject Amsterdam Haarlemmermeer – Amstelveen – Bovenkerk is in gebruik als museumtramlijn en volledig terug te vinden in het landschap. Diverse stations en woningen zijn nog aanwezig.
Tussen Bovenkerk en Aalsmeer is het baanlichaam tussen de Vierlingsbeeklaan en het Schinkeldijkje afgegraven en niet meer herkenbaar in het landschap. Hier ligt nu een nieuwbouwwijk.
Langs de Aalsmeerderweg, tussen het Schinkeldijkje en de Stommeerkade, is het vroegere spoorwegtracé in gebruik als fietspad. Halverwege staat hier nog het stationsgebouw van Aalsmeer Oost (tot 1930: Oosteinde, zoals op gevel staat), dat in gebruik is als woning.
Tussen de Stommeerkade en Station Aalsmeer is er een vrijliggend fietspad op het oude spoortracé. Het eerste deel tot het Spoorlijnpad heet Bielzenpad, het vervolg is in de nieuwbouwwijk nog gedeeltelijk aanwezig, langs de straatnamen Wissel, Baanvak en Perronzijde. Aan het einde hiervan staat het Station Aalsmeer, dat in gebruik is als kantoor.

### Adressen van de stations en woningen
- Station Amsterdam Willemspark: Amstelveenseweg 264
- Station Kalfjeslaan: Nieuwe Kalfjeslaan 9
- Station Amsterdamseweg: Amsterdamseweg 380
- Station Karselaan: Wolfter van Borsselenweg 92
- Station Amstelveen: Stationsstraat 28
- Wachtpost 32: Handweg 2
- Station Bovenkerk: Noorddammerlaan 36.
- Wachtpost 38: J.C. van Hattumweg 4
- Station Aalsmeer Oost (tot 1930 Oosteinde), Aalsmeerderweg 208
- Station Aalsmeer: Stommeerweg 1

### Afbeeldingen

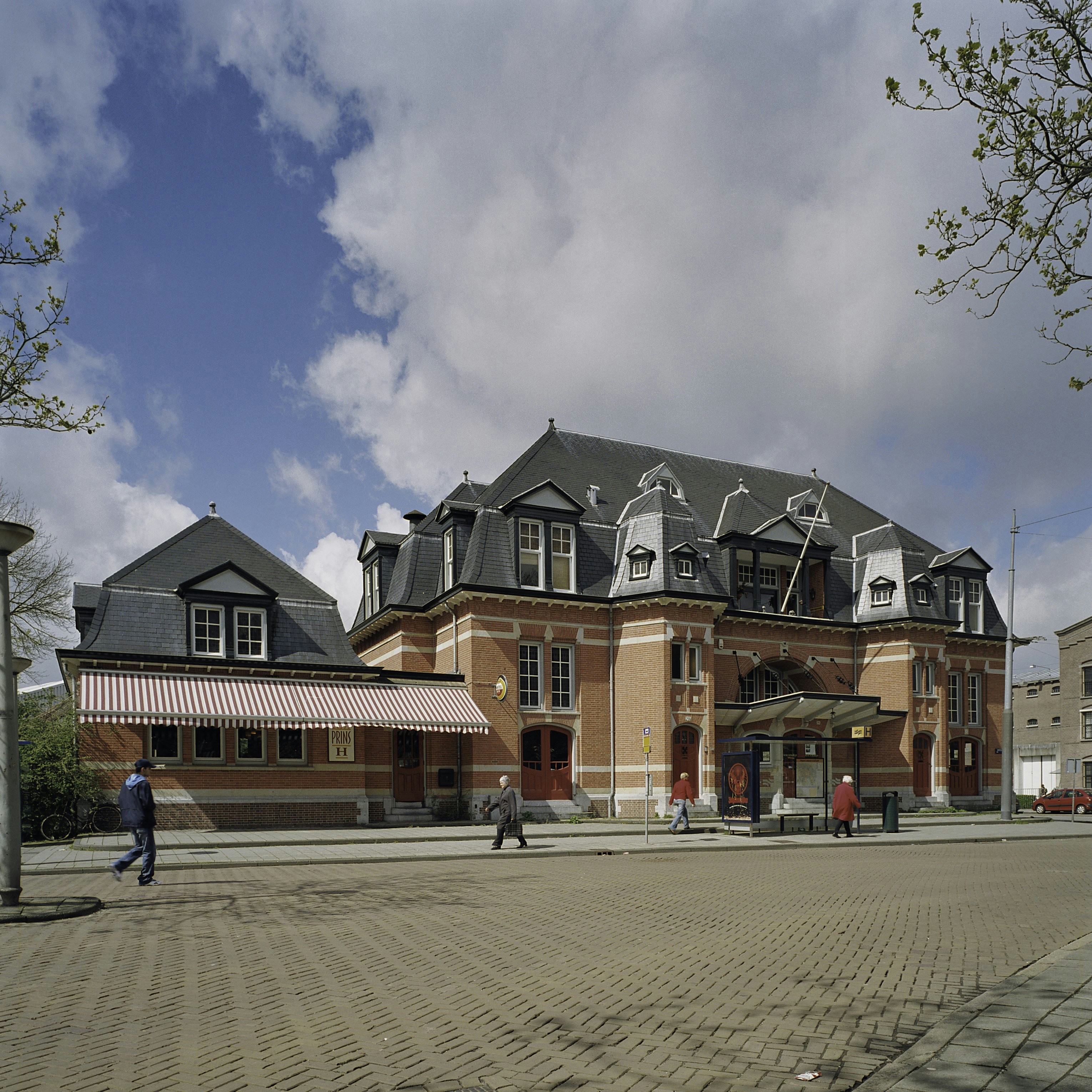
Station Amsterdam Haarlemmermeer; 2005.
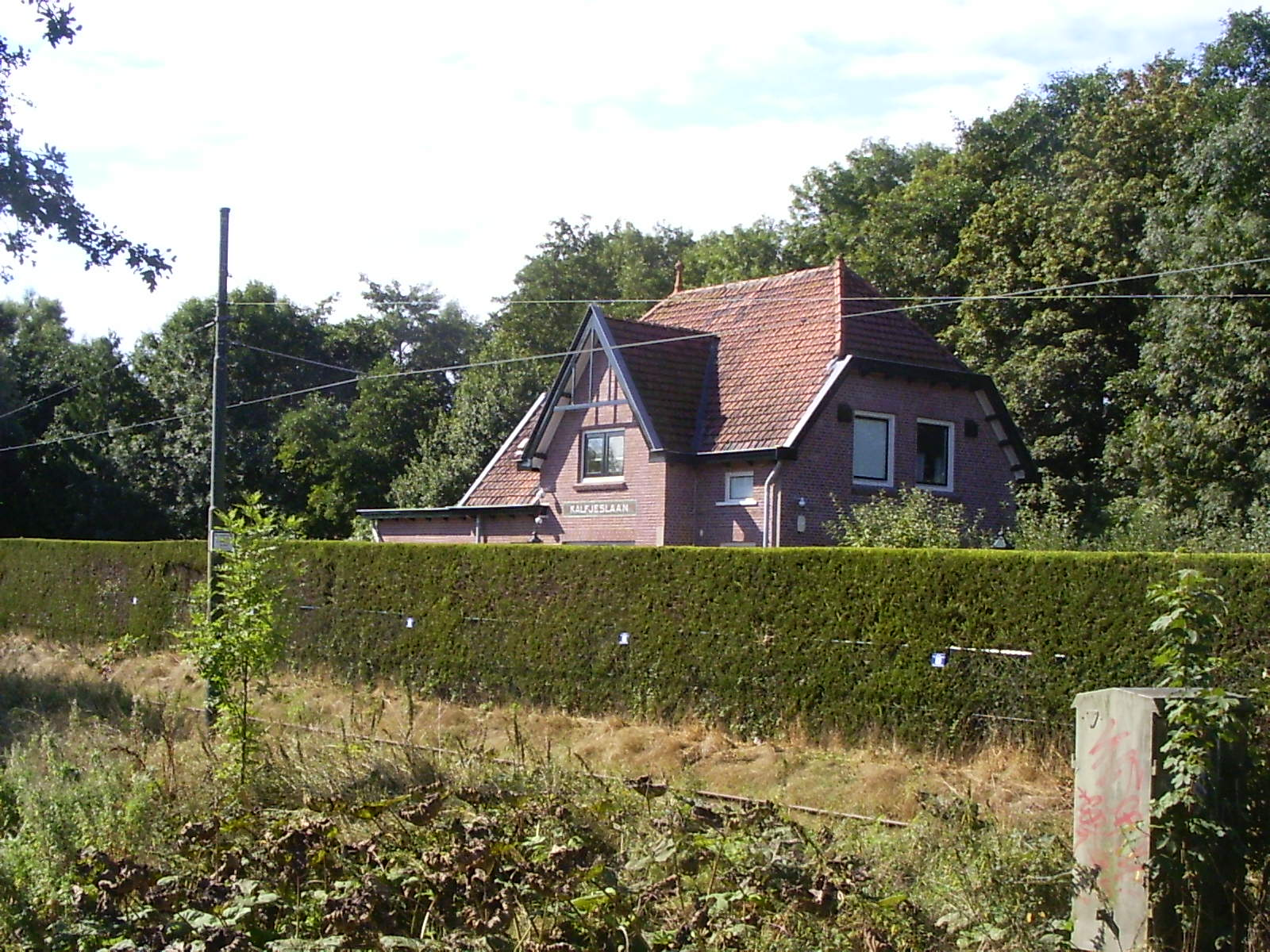
Halte Kalfjeslaan; 2013.
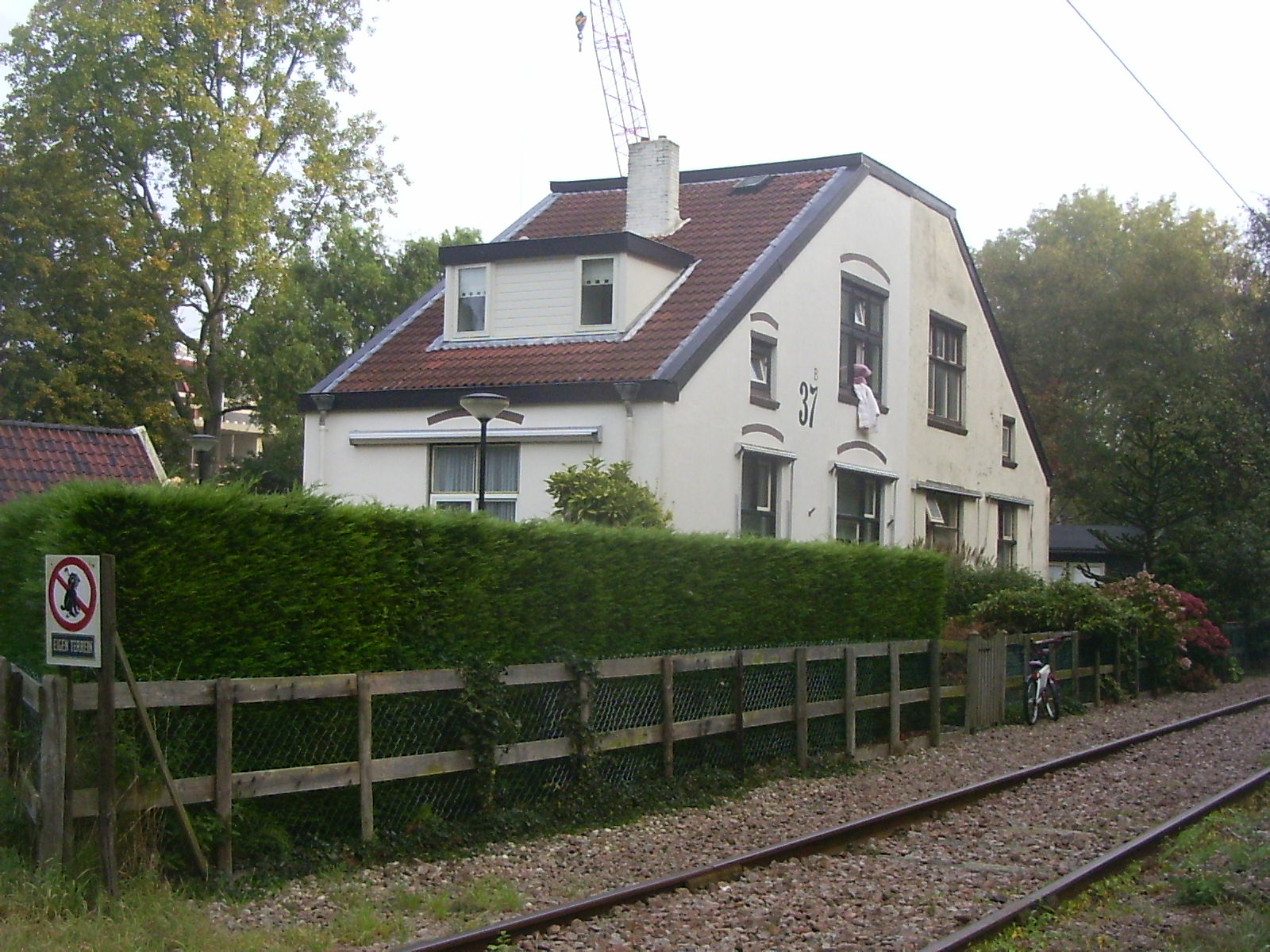
Halte Karselaan; 2009.
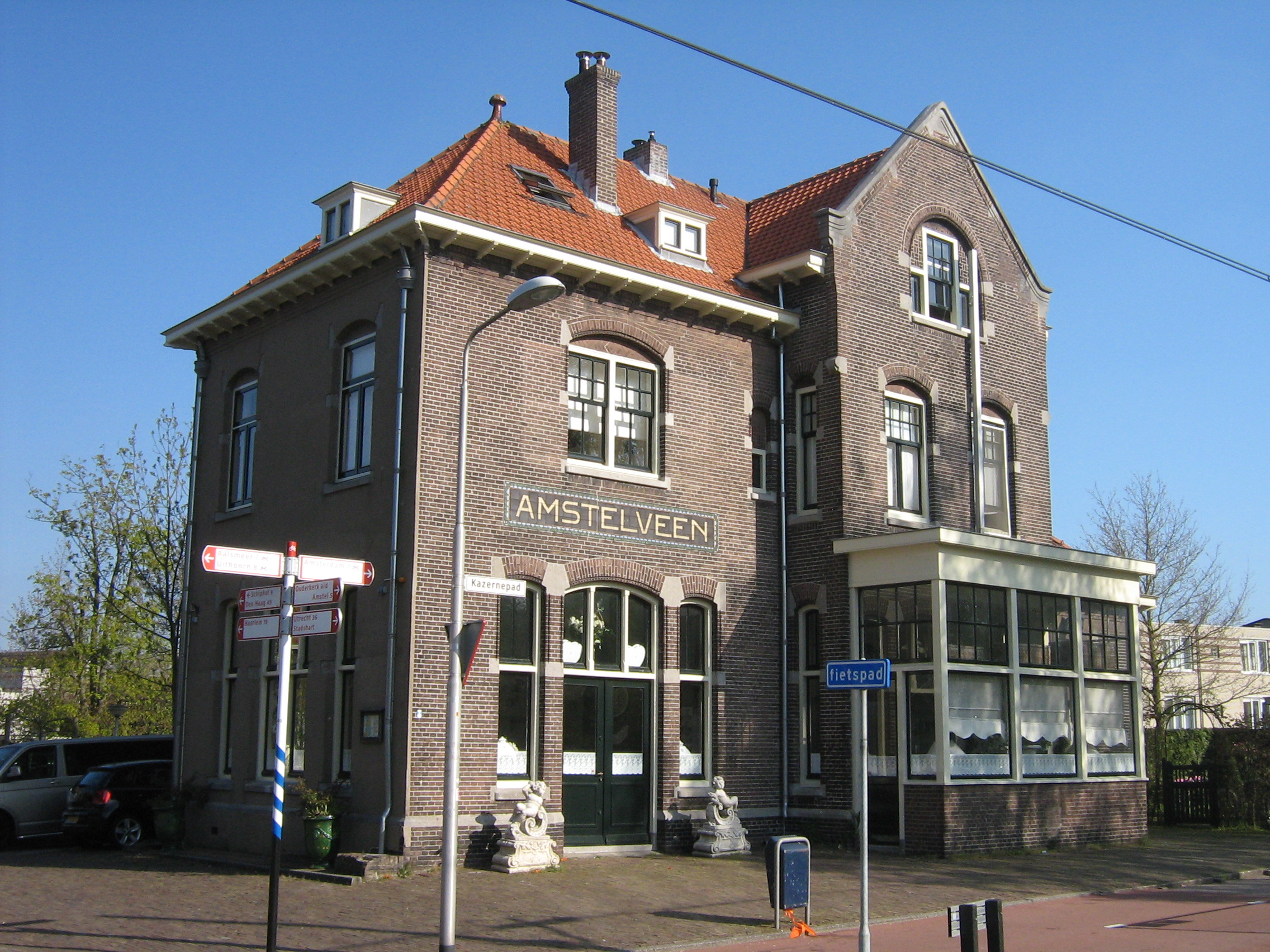
Station Amstelveen; 2013.
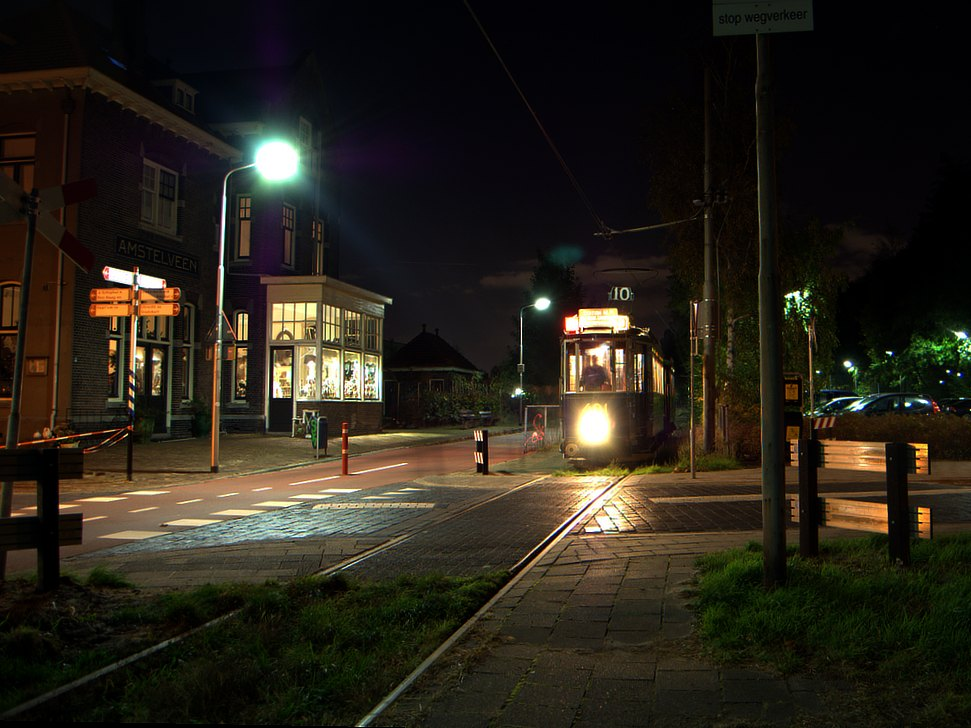
Museumtram bij station Amstelveen.
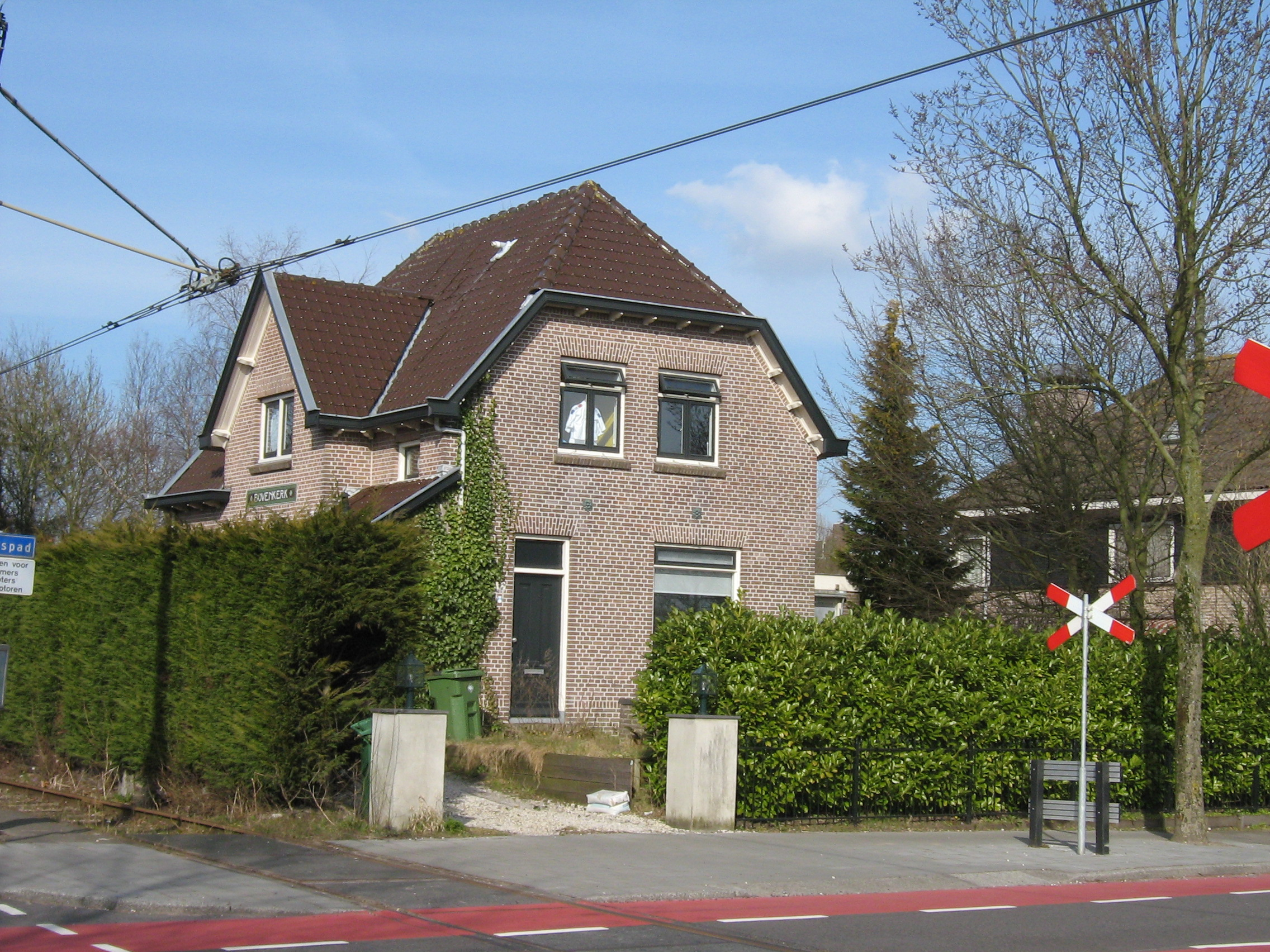
Halte Bovenkerk; 2013.
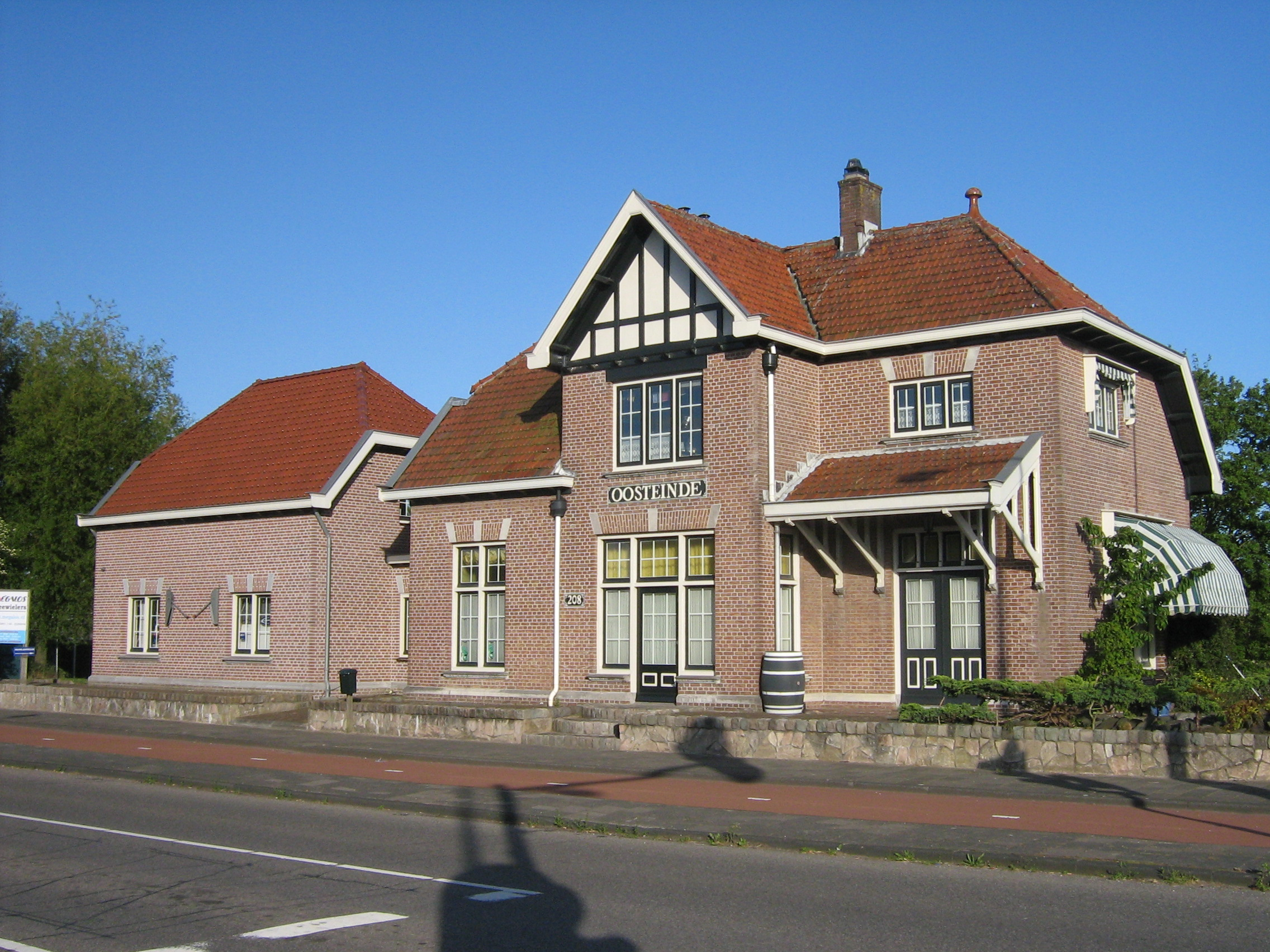
Halte Aalsmeer Oost; 2015.
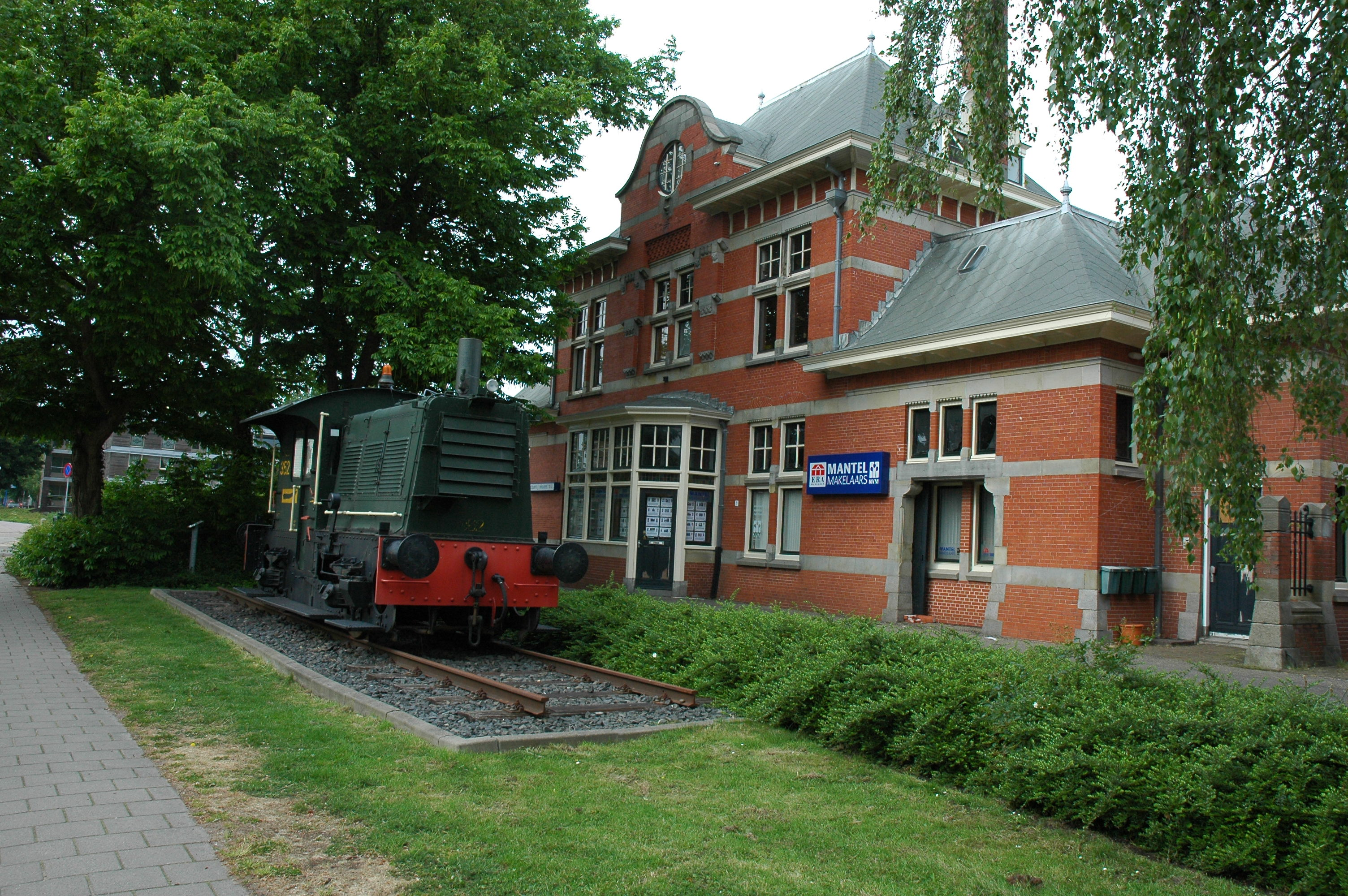
Station Aalsmeer; 2007. Als blikvanger staat er aan de straatzijde sinds de jaren negentig een locomotor op een kort stuk spoor.